# Aconitum bicolor
Aconitum bicolor är en ranunkelväxtart som beskrevs av Joseph August Schultes. Aconitum bicolor ingår i släktet stormhattar, och familjen ranunkelväxter. Inga underarter finns listade i Catalogue of Life.